# Le sorelle (film)
Le sorelle è un film del 1969 diretto da Roberto Malenotti.

## Trama
Diana, un'interprete, parte da Roma per visitare la sorella Marta, sposata con Alex, un uomo benestante appassionato di piante esotiche. Le due sorelle non si vedono da due anni. Durante la sua permanenza scopre alcune crepe nell'apparenza perfetta di quel rapporto, cercando di riaccendere la relazione morbosa che molti anni addietro la legava alla sorella.

## Colonna sonora
Le musiche sono di Giorgio Gaslini. Cantano tra gli altri anche gli Aphrodite's Child con End Of The World.
La scena finale tra le due sorelle in casa da sole è accompagnata dal Fidelio di Beethoven.

## Produzione
Il film si svolge quasi interamente in una villa alle porte di Roma. Le riprese fotografiche del protagonista maschile sono effettuate con una Zeiss Ikon Icarex 35.